# سالی کانوی
سالی کانوی (انگلیسی: Sally Conway؛ زادهٔ ۱ فوریهٔ ۱۹۸۷) جودوکار اهل اسکاتلند است.
وی در مسابقات کشوری و بین‌المللی در مجموع برندهٔ ۳ مدال برنز شده‌است.